# Biophytum juninense
Biophytum juninense är en harsyreväxtart som beskrevs av Paul Erich Otto Wilhelm Knuth. Biophytum juninense ingår i släktet Biophytum och familjen harsyreväxter. Inga underarter finns listade i Catalogue of Life.